# George London (paisajista)
Para el cantante de ópera, véase George London.

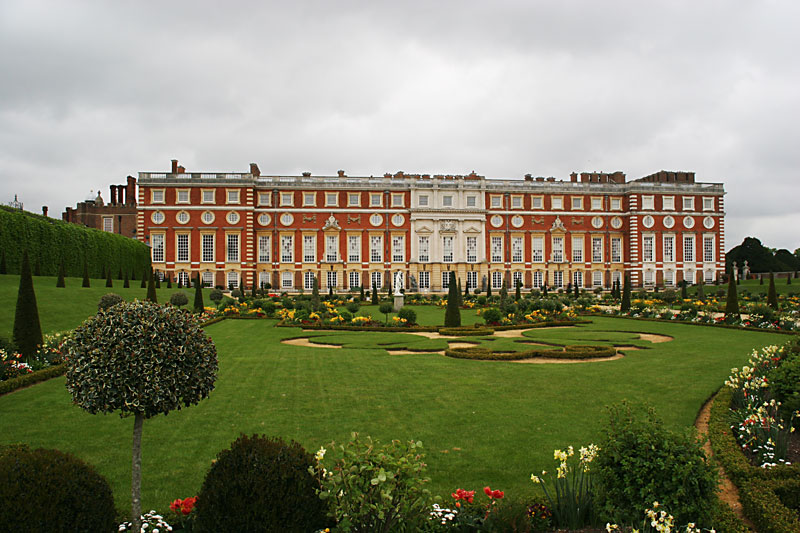
Hampton Court

George London (c. 1640-1714) fue un diseñador de jardines inglés. Se inspiró en el estilo de los jardines barrocos. Realizó para el rey Guillermo III de Inglaterra la ampliación y diseño definitivo de los jardines del palacio de Hampton Court (1689-1695), que todavía hoy son el mejor ejemplo de jardín clásico en Inglaterra. También diseñó los del Wimpole Hall (1693–1705). En estos trabajos contó con la colaboración de su discípulo Henry Wise.